# Karl Alfred von Zittel
Karl Alfred von Zittel (Baulinger, 25 de septiembre de 1839-Múnich, 5 de enero de 1904) fue un geólogo, naturalista, paleobotánico, paleozoólogo,  y paleontólogo alemán.

## Biografía
Es educado en Heidelberg, París, y en Viena. Desde 1861 trabajó en el "Instituto Imperial de Geología de Viena", siendo auxiliar del "Museo de Mineralogía de Viena" y de París.
En 1849 fue nombrado Presidente de la academia de ciencias de Múnich. Bajo su dirección las colecciones de minerales y fósiles de Baviera se convirtieron en una de las más importantes de toda Europa.
En 1863 es docente de Geología y de Mineralogía en el Politécnico de Karlsruhe, y tres años más tarde sucede a Oppel como Profesor de Paleontología en la Universidad de Múnich, estando a su cargo el curado de la Colección Estatal de fósiles, y realizó expediciones al desierto de Libia, entre ellas en 1873 a 1874 acompañando la expedición de Friedrich Rohlf, publicando sus primeros resultados en Über den geologischen Bau der libyschen Wuste (1880), y con más detalles en Palaeontographica (1883).
En 1876 comenzó a publicar su más gran obra, Handbuch der Palaeontologie, que se completa en 1893 en cinco volúmenes, y el quinto sobre Paleobotánica lo preparan con W.P. Schimper y A.Schenk.
Designó el grupo de moluscos conocido como Ammonites (1884).

## Algunas obras
- Über Wissenschaftliche Wahrheit ( Acerca de la verdad científica). Múnich: Verl. d. K. B. Akad. 1902
- Ziele und Aufgaben der Akademien im zwanzigsten Jahrhundert ( Objetivos y funciones de las academias en el siglo XX). Múnich: Verl. d. k. b. Akad. 1900
- Rückblick auf die Gründung und die Entwickelung der K. Bayerischen Akademie der Wissenschaften im 19. Jahrhundert ( Examen de la creación y el desarrollo de K. Baviera Academia de Ciencias en el Siglo 19). Múnich: Verl. d. k. b. Akad., 1899 v.
- Geschichte der Geologie und Paläontologie bis Ende des 19. Jahrhunderts ('Historia de la geología y la paleontología a fines del siglo XIX'). Múnich [u.a.]: Oldenbourg, 1899 v.
- Grundzüge der Palaeontologie (Palaeozoologie) ( Tratado de Paleontología, Paleozoología). Múnich [u.a.]: Oldenbourg, 1895
- Das Wunderland am Yellowstone ( El país de las maravillas de Yellowstone). Berlín: Habel, 1885

- Beiträge zur Geologie und Paläontologie der Libyschen Wüste und der angrenzenden Gebiete von Ägypten ( Contribuciones a la Geología y Paleontología del desierto occidental y los alrededores de Egipto). Kassel: Fischer, 1883 - (Paläontographica)v.

- Ueber den geologischen Bau der libyschen Wüste ( Acerca de la estructura geológica del desierto de Libia). Múnich: Verl. d. K. Akad., 1880

- Geologische Beobachtungen aus d. Central-Apenninen (Las observaciones geológicas de d. Central Apeninos). Múnich: Oldenbourg, 1879. (Geologisch-paläontologische Beiträge ; v. 2,2)

- Handbuch der Palaeontologie (Manual de Paleontología). Unter Mitw. v. Wilhelm Philipp Schimper 1876

- Die Kreide (La tiza). Berlín: Habel, 1876. (Sammlung gemeinverständlicher wissenschaftlicher Vorträge ; 251 = Ser. 11) v.

- Über Coeloptychium (Acerca de Coeloptychium). Múnich: Verl. der k. Akad. 1876

- Briefe aus der libyschen Wüste (Cartas desde el desierto de Libia). Múnich: Oldenbourg, 1875

v.
- Die Gastropoden der Stramberger Schichten ( Los gasterópodos de las capas Štramberk). Cassel: Fischer, 1873: Paläontographica; Suppl. [2],3) v.

- Aus der Urzeit (Desde los tiempos prehistóricos). Múnich : Oldenbourg, 1871

- Die Fauna der älteren cephalopodenführenden Tithonbildungen ( La fauna de la edad cephalopodenführenden Tithonbildungen). Cassel: Fischer, 1870 (Paläontographica ; Suppl. [2,1/2])

- «Geologischen Beobachtungen aus den Zentralappenninen» (o «Geognostisch paläontologischen Beiträgen») Múnich, 1869

- «Paläontologische Studien über die Grenzschichten der Jura- und der Kreideformation» (Estudios paleontológicos sobre el límite de las capas de las formaciones jurásicas) 1868-83

## Honores

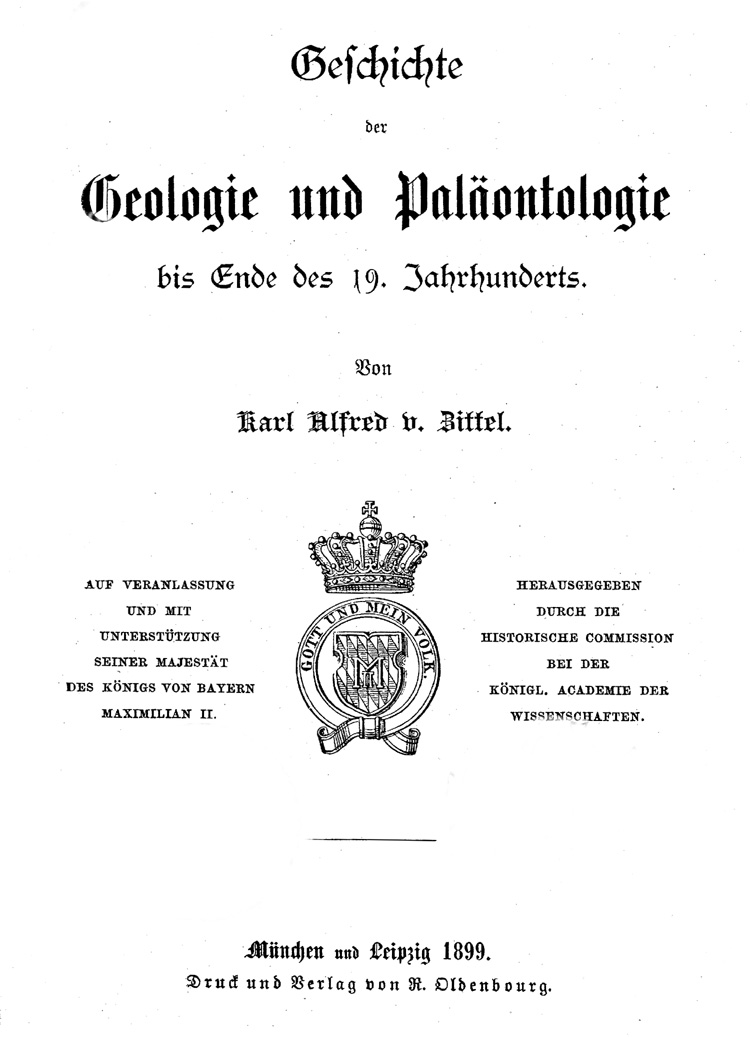
Cubierta de "Primera visión general alemana de la Historia de la Geología (Ersten deutschen Gesamtdarstellung zur Geschichte der Geologie") 1899

- 1890 curador de la colección geológica de Baviera
- 1894 consejero privado
- 1894 medalla Wollaston de la "Geological Society of London"
- 1899 presidente de la Bayerischen Akademie der Wissenschaften.
- 1898 vicepresidente de la Société Geologique de France
- Medalla de la Sociedad Paleontológica Karl Alfred von Zittel, galardonado por recolector y paleontólogo

### Epónimos
- (Poaceae) Aristida zittelii Asch.[1]
- (Poaceae) Stipagrostis zittelii (Asch.) De Winter[2]

## Abreviatura (zoología)
La abreviatura Zittel  se emplea para indicar a Karl Alfred von Zittel como autoridad en la descripción y taxonomía en zoología.

- La abreviatura «Zitt.» se emplea para indicar a Karl Alfred von Zittel como autoridad en la descripción y clasificación científica de los vegetales.[3]